# Józef Winiarski
Józef Winiarski (ur. 9 maja 1952) – polski urzędnik państwowy i menedżer, wicewojewoda kielecki (1994–1996), podsekretarz stanu w Urzędzie Rady Ministrów (1996) i Ministerstwie Spraw Wewnętrznych i Administracji (1997).

## Życiorys
W latach 1994–1996 wicewojewoda kielecki. Za rządów koalicji SLD–PSL był od 23 stycznia do 31 grudnia 1996 podsekretarzem stanu w Urzędzie Rady Ministrów. Od 2 stycznia do 5 listopada 1997 sprawował funkcję podsekretarza stanu w Ministerstwie Spraw Wewnętrznych i Administracji, odpowiedzialnego za administrację. Zarazem od marca do listopada 1997 pozostawał pełnomocnikiem rządu ds. zagospodarowania mienia przejętego od wojsk Federacji Rosyjskiej. Później pracował w powiązanych z Aleksandrem Gudzowatym towarzystwem ubezpieczeniowym Cigna STU (późniejszy Interrisk) jako członek zarządu oraz zasiadał w radzie nadzorczej Banku Współpracy Europejskiej. W 2001 był ponownie wymieniany w gronie kandydatów na wiceministra spraw wewnętrznych.